# Espacio seguro (episodio de South Park)
«Espacio seguro» (siendo «Safe Space» su título original) es el quinto episodio de la decimonovena temporada de la serie animada South Park, y el episodio Nº 262 en general, escrito y dirigido por el cocreador de la serie Trey Parker. El episodio se estrenó en Comedy Central el 21 de octubre de 2015 en Estados Unidos.

## Argumento
Eric Cartman con llanto de magdalena, acude a la oficina del Director PC expresando que se burlaron de él recibiendo comentarios negativos de una foto que ha publicado en las redes sociales con ropa interior y levantando pesas siendo el crítico culinario Yelp (episodio anterior), el maestro de la primaria Profesor Makey mencionó a Eric que no debió subir la foto y el director mencionó al Profesor Makey que no permitirá la discriminación de sus alumnos, por lo que el Director propone a Eric conseguir a un compañero de clase para hacerse cargo de las redes sociales y filtrar comentarios negativos por él, en este caso designó a Kyle, pero se niega ante Eric y el Director, quien sentencia a Kyle con 2 semanas de castigo, luego designó a Wendy Testaburger, pero también se negó y recibió 2 semanas de castigo, llega el turno de Butters, también intentó negarse pero al final aceptó ser ayudante de Eric.
Mientras tanto, Randy Marsh está de compras en "Whole Foods", al pasar por la caja, el cajero le pregunta que si desea donar un dólar para ayudar a los niños pobres del mundo, Randy se opone a donar y el cajero insiste en que debe donar, a continuación Randy también insistiendo en no donar utilizó la pantalla para seleccionar que no donará a los niños pobres, pero sin éxito ya que el sistema estaba fuera de servicio, ahora el cajero presiona a Randy a hablar por el alto parlante que no donará nada para los niños hambrientos, siendo escuchados por clientes del supermercado, y finalmente no hizo donación, a pesar de que ya realizó donaciones en compras anteriores, al día siguiente de compras, Randy dialogó con una dama en la zona de frutas y legumbres acerca de lo maravilloso que es comprar en "Whole Foods", luego va a la caja y para colmo, el mismo cajero le estaba esperando, Randy le advierte que no seguirá donando a los niños hambrientos, pero el cajero hizo caso omiso y volvió a la misma pregunta, e incluso, desafío a Randy quitándole el sándwich a la silueta de una niña para obtener su cambio.
El trabajo de Butters está empezando a funcionar recibiendo comentarios positivos para Eric en las redes sociales, El Director PC reunió a los estudiantes a observar un vídeo que se trata de la obesidad, el invitado fue el actor Steven Seagal, explicando que él también ha sido víctima de discriminación en las redes sociales por su obesidad (a igual que le pasó a Eric), la charla le impresionó tanto al Director PC que verlo a Steven llorar, propuso darle espacio seguro y designó nuevamente a Butters a hacer el mismo trabajo, Randy nuevamente en el supermercado se mostró deprimido por no haber donado para ayudar a los niños pobres, va a la caja y el señor cajero se sorprende que Randy al fin haya donado, mostrando su mayor agradecimiento e incluso, filmaron un video donde Randy en una ciudad donde habitan familias pobres, realiza una campaña para que los supermercados sean un espacio seguro. Butters sufre de insomnio por trabajar incansablemente, ya que trabaja en las redes sociales de Eric, Steven Seagal y hasta Demi Lovato que también recibió discriminaciones, y lo peor es que también debe manejar las redes de las modelos de talla grande y al actor Vin Diesel a pedido del Director PC. Eric presenta un video musical junto con Randy y demás sobre lo bueno que es tener un espacio seguro, Randy de nuevo en el supermercado arremete contra el señor cajero acompañado de Steven (con un arma) y Vin Diesel para que no se sienta discriminado y proteger el espacio seguro, sin embargo, el señor cajero se pasó de astuto y discrimina a los guardaespaldas de Randy con una canción, ellos sintieron lástima y se retiraron del sitio y volvió con la misma pregunta de la donación. Luego se grabó un nuevo comercial con Randy comentando que no quieren ser discriminados usando el hashtag #UnPaísSinDiscriminación, y formar una organización. 
Butters siguió con su trabajo de moderar comentarios, y de repente, el Sr. Realidad, una villano enmascarado que intenta arruinar el espacio seguro de las personas aparece en la casa de Butters amenazando de muerte por ignorar un comentario negativo hacia Eric, en realidad Butters se estaba alucinando. Randy se convierte en el anfitrión de una organización benéfica llamada #UnPaísSinDiscriminación logrando recaudar fondos, y dentro del supermercado con el mismo señor cajero dialoga sobre su organización, pues él no presta atención y pidió donación para que un hámster vaya a la universidad, luego Randy incluyó en su organización reunir fondos para que todos los hámsteres ingresen en las universidades, el señor cajero agradeció de antemano el apoyo de Randy.
Butters sale disparado completamente desnudo dentro de la escuela donde todavía cree que el Sr. Realidad le iba a matar por filtrar comentarios, y termina suicidándose saltando de una ventana, en el centro de comunidad, Randy y la modelo Gigi Hadid organizaron una cena benéfica y agradecieron al público con sus donaciones, luego aparece el Sr. Realidad muy enfadado con las personas que tienen el espacio seguro, comunicando que por culpa de Demi Lovato, Butters se encuentra internado en un hospital, todos se lamentaron y Randy propone un nuevo comercial como respuesta, con los fondos recaudados serán destinados en la compra de Ipads para que los niños pobres se integren en las redes sociales y que por una cantidad de donación diaria los niños les protegerán a la ciudadanía de recibir comentarios negativos apoyando a la no discriminación, luego Butters en estado de recuperación obliga a que el Sr. Realidad sea suicidado ahorcando con una soga.

## Recepción
Max Nicholson de IGN calificó al episodio un 7,3 sobre 10 y comentó que la historia con Randy y las donaciones de los supermercados "En ésta semana di mi punto. No sólo era fácil identificarse, pero también se refirió a algunos de los mismos puntos dirigido a la trama de Cartman , pero en una más fina, de manera más innovadora, pero sentía que el episodio tuvo una postura vaga". Chris Longo del sitio Den of Geek calificó un 3 sobre 5 estrellas, que resume: "South Park en ésta temporada está dando frutos que hasta el momento es la temporada que más me ha gustado, con el episodio que he visto tienen suficiente potencial para seguir produciendo episodios".